# Mona Eng
Mona Lisbeth Maria Andersson Eng, född 8 augusti 1960 i Hägerstens församling, Stockholm, är en svensk före detta barnskådespelare. Hon är dotter till ingenjören Bertil Eng och banktjänstemannen Anne-Marie Eng, född Karlsson, samt sedan 1984 gift med tidigare fotbollsspelaren och -tränaren Michael Andersson.
Eng, som då gick på Inga Tobiassons teaterskola i Midsommargården i Stockholm, blev känd 1971 då hon, tillsammans med Peter Schildt, var huvudrollsinnehavare i familjeserien Julia och nattpappan  av Stellan Olsson och Maria Gripe. Eng medverkade även på barnskivan Julia och nattpappan (Silence SRS 4613) från 1972, samt 1973 i en radiodramatisering av Gripes bok Elvis Karlsson.
Eng fick även en roll i Jerry Lewis film The Day the Clown Cried (1972), vilken dock ej kom att visas. Hon erbjöds också huvudrollen i TV-serien Pappa Pellerins dotter, men tackade nej. Det blev inte heller någon fortsatt skådespelarkarriär; hon blev 1985 sekreterare hos borgarrådet Agneta Dreber och senare biträdande intendent i Stockholms stadshus.